# Yamazoe (Nara)
Yamazoe (山添村 Yamazoe-mura?) es una villa localizada en la prefectura de Nara, Japón. En julio de 2019 tenía una población estimada de 3.332 habitantes y una densidad de población de 50,1 personas por km². Su área total es de 66,52 km².

## Geografía

### Localidades circundantes
- Prefectura de Nara
  - Nara
  - Uda
- Prefectura de Mie
  - Nabari
  - Iga

## Demografía
Según datos del censo japonés, la población de Yamazoe ha disminuido en los últimos años.
| Año del censo | Población |
| ------------- | --------- |
| 1995          | 5.420     |
| 2000          | 4.967     |
| 2005          | 4.595     |
| 2010          | 4.107     |
| 2015          | 3.674     |